# 钟山乡 (桐庐县)
钟山乡，中国浙江省西北部桐庐县下辖的一个乡。

## 行政区划
现辖：
中一村、陇西村、大市村、仕厦村、城下村、魏丰村、高峰村、歌舞村、夏塘村、钟山村和子胥村。